# Rimavská Seč
Rimavská Seč (allemand : Zeetsch,  hongrois : Rimaszécs) est un village de Slovaquie situé dans la région de Banská Bystrica.

## Histoire
La première mention écrite du village date de 1289.
La localité fut annexée par la Hongrie après le premier arbitrage de Vienne le 2 novembre 1938. En 1938, on comptait 1 583 habitants dont 123 d'origine juive. Elle faisait partie du district de Rimavská Sobota (hongrois : Rimaszombati járás). Le nom de la localité avant la Seconde Guerre mondiale était Rimavská Seč/Rima-Szécs. Durant la période 1938 - 1945, le nom hongrois Rimaszécs était d'usage. À la libération, la commune a été réintégrée dans la Tchécoslovaquie reconstituée.

## Démographie

### Évolution de la population
| Année:               | 1994. | 2004.   | 2014.   | 2024.   |
| -------------------- | ----- | ------- | ------- | ------- |
| Nombre de personnes: | 1700  | 1869    | 2039    | 2219    |
| Différence:          |       | +9,94 % | +9,09 % | +8,82 % |

| Année:               | 2023. | 2024.   |
| -------------------- | ----- | ------- |
| Nombre de personnes: | 2221  | 2219    |
| Différence:          |       | -0,09 % |